# Капитан Горацио Хорнблоуэр
«Капитан Горацио Хорнблоуэр» (англ. Captain Horatio Hornblower R.N.) — приключенческий фильм 1951 года, производства Великобритании, режиссёра Рауля Уолша на военно-морскую тематику на основе романов С. С. Форестера из цикла о капитане Горацио Хорнблоуэре.

## Сюжет
1807 год. Британский военно-морской флот послан к берегам центральной Америки с секретной миссией по оказанию помощи лидеру латиноамериканской революции. Восемь месяцев продлится это опасное плавание, а возглавит военную экспедицию капитан Горацио Хорнблоуэр. Отважному капитану предстоит пройти тысячи морских миль, вступить в бой с вражеским флотом, одержать победу и встретить свою любовь — красавицу Барбару.

## В ролях
- Грегори Пек — капитан Горацио Хорнблоуэр
- Вирджиния Мейо — леди Барбара
- Роберт Битти — лейтенант Буш
- Кристофер Ли — испанский капитан
- Кинастон Ривз — адмирал лорд Худ
- Стэнли Бейкер — мистер Харрисон
- Мултри Келсолл
- Теренс Морган
- Джеймс Кенни

Премьера в Англии состоялась 10 апреля 1951 года, премьера в США — 13 сентября 1951 года (Нью-Йорк).